# Histoire du droit en France lors de la Restauration
 (avril 2008).
Si vous disposez d'ouvrages ou d'articles de référence ou si vous connaissez des sites web de qualité traitant du thème abordé ici, merci de compléter l'article en donnant les références utiles à sa vérifiabilité et en les liant à la section « Notes et références ».
La Restauration est le régime politique gouvernant la France de 1814 à 1830. Ce régime couvre cinq législatures, les Rois de France ayant usé de leur droit de dissolution parlementaire à trois reprises.
Parmi les grandes lois de la Restauration, il faut distinguer : 
- les lois qui ont eu un grand retentissement à l'époque mais qui n'ont eu qu'une existence brève, en particulier les nombreuses lois sur la presse et les lois électorales, nombreuses elles aussi ;
- les lois qui ont eu un retentissement important à l'époque et des conséquences au-delà du régime mais qui ne sont plus en vigueur actuellement ;
- les lois toujours en vigueur, éventuellement modifiées, mais qui n'ont pas nécessairement été perçues comme importantes à l'époque.

Par ailleurs, certains projets de lois finalement non adoptés ont eu aussi une portée politique notable à l'époque et même des conséquences à plus long terme.

## Liste chronologique de grandes lois

### 1814
- 12 mai 1814 : 
  - Réorganisation des corps d'infanterie français (1814)
  - Réorganisation des corps de cavalerie français (1814)
- 8 octobre 1814 : Ordonnance du 8 octobre 1814

### 1815
- Ordonnance du 24 juillet 1815

### 1816
- 12 janvier 1816: Loi qui amnistie les personnes condamnées selon de l'ordonnance du 24 juillet 1815, mais condamne à l'exil la famille Bonaparte et les anciens députés ayant voté la mort de Louis XVI et soutenu les Cent-Jours.
- Ordonnance du 21 mars 1816.
- 28 avril 1816: Loi sur les finances. Cette loi  crée la Caisse des dépôts et consignations qui existe toujours (ces dispositions sont désormais codifiées au Code monétaire et financier). Elle fixe aussi les règles pour la transmission des offices ministériels.
- 8 mai 1816: Loi supprimant le divorce (loi Bonald). La loi remettait à l'honneur la séparation de corps en lieu et place du divorce. Le divorce ne sera rétabli qu'en 1884 avec d'importantes restrictions.

### 1817
- Ordonnance du 8 janvier 1817.
- 5 février 1817: Loi électorale, dite loi Lainé

### 1818
- 12 mars 1818: Loi Gouvion-Saint-Cyr sur le recrutement de l'armée.

### 1819
- 14 juillet 1819: Loi relative à l'abolition du droit d'aubaine et de détractation. Cette loi abroge les articles 726 et 912 du Code civil. Elle supprime donc le droit d'aubaine et permet ainsi aux étrangers de transmettre leur patrimoine à cause de mort : ils peuvent faire des testaments et hériter de leurs parents décédés. La loi prévoit aussi que si dans une succession, les héritiers français sont défavorisés en vertu des lois du pays étranger, ils seront favorisés sur les biens situés en France. Cette loi, longtemps restée dans l'ordre juridique français, a été abrogée par la loi no 2019-1332 du 11 décembre 2019 tendant à améliorer la lisibilité du droit par l'abrogation de lois obsolètes[1].
- Lois de Serre de 1819, portant libéralisation de la presse.

### 1820
- 29 juin 1820: Loi dite loi du double vote qui accorde aux Français les plus imposés un second vote à l'occasion des élections législatives.

### 1825
- 27 février 1825 : Réorganisation des corps de cavalerie français (1825).
- 10 avril 1825: loi pour la sûreté de la navigation et du commerce maritime[2]. Il s'agit d'une loi réprimant la piraterie. Elle prévoyait de lourdes peines pour les coupables, et même la peine de mort pour les commandants de navires pirates, voire pour les marins en cas de comportements très graves[3]; elle a été abrogée par la loi no 2007-1787 du 20 décembre 2007 de simplification du droit.
- 20 avril 1825: la Loi sur le sacrilège prévoit de lourdes peines pour les personnes ayant commis des actes considérés comme sacrilèges, notamment le vol ou la destruction d'hosties consacrées.
- 27 avril 1825: la loi dite « du milliard aux émigrés » accorde aux émigrés dont les biens ont été confisqués pendant la Révolution des rentes pour les indemniser.
- Loi du 24 mai 1825 sur les congrégations de femmes. Cette loi reconnaît les congrégations féminines sur le territoire tout en les soumettant à un contrôle très strict. Cette loi a été modifiée à plusieurs reprises, mais ses articles 4 et 7 sont toujours en vigueur.

## Projets de loi non adoptés
- En 1817, un projet de loi tendant à ratifier le concordat du 11 juin 1817 n'a pas abouti.
- En 1829, deux projets de loi qui devaient réformer, l'un l'administration communale, l'autre l'administration départementale, ont été retirés par le Gouvernement au vu des discussions.